# Napoletana. Antologia cronologica della canzone partenopea - Terzo volume (dal 1820 al 1880)
Napoletana. Antologia cronologica della canzone partenopea - Terzo volume (dal 1820 al 1880) è un album 33 giri del cantante Roberto Murolo pubblicato nel 1963.

## Tracce

### Lato A
1. ‘A primmavera
2. Lu primm'ammore
3. Lo Paparacianno
4. Addio a Napole
5. Consiglio a ‘na figliola
6. Te voglio bene assaje
7. Canzone marenara

### Lato B
1. Lo ciuccio de Cola
2. Fenesta ca lucive
3. La rosa
4. 'Na 'mmasciata
5. Voca Voca
6. Lo rialo
7. Larà, larà,larà, volimmo pazzià